# Oxynoemacheilus kermanshahensis
Oxynoemacheilus kermanshahensis es una especie de peces de la familia Balitoridae en el orden de los Cypriniformes.

## Morfología
• Los machos pueden llegar alcanzar los 6,3 cm de longitud total.

## Distribución geográfica
Se encuentran en las cuencas de los ríos Tigris y Éufrates.

## Hábitat
Es un pez de agua dulce.